# Karlsøya
70°00′18″N 19°54′3″Ø / 70.00500°N 19.90083°Ø
Karlsøya er en ø i Karlsøy kommune i Troms og Finnmark fylke i Norge. Der er omkring en times kørsel fra Tromsø til kommunecentret Hansnes, hvorfra  der er færgeforbindelse til Karlsøya.
Navnet Karlsøy kommer af mandenavnet Kalfr eller af Kalven, i betydningen  «den lille ø som ligger ved den store», det vil sige øen  Vanna. Karlsøya ligger lige syd  for Vanna og nordøst for Reinøya. Øen har har været kirkested i flere hundrede år og kommunecenter i Karlsøy kommune.
På grund af klippegrunden har Karlsøya en rig flora, specielt af orkidéer. Mange planter har her sin nordgrænse. Karlsøya har også en stor bestand af havørne. Der har boet mennesker på øen siden stenalderen. Kirkestedet er domineret af den statelige Karlsøy kirke fra 1854, og er ellers er præget af gamle træhuse. De ca. 35 indbyggerne lever her i en bilfri tilværelse. Indbyggerne er dels de gamle karlsøyværingene, dels tilflyttere som kom i løbet af 1970'erne. De sidstnævnte søgte, inspireret af hippie-bevægelsen, tilbage til en enklere og mere naturlig tilværelse. De ville også skabe et alternativt samfund og begyndte med kollektivbrug med økologisk drift.
Karlsøya er kendt for den årlige Karlsøyfestivalen.